# Liste der Straßennamen von Grünsfeld

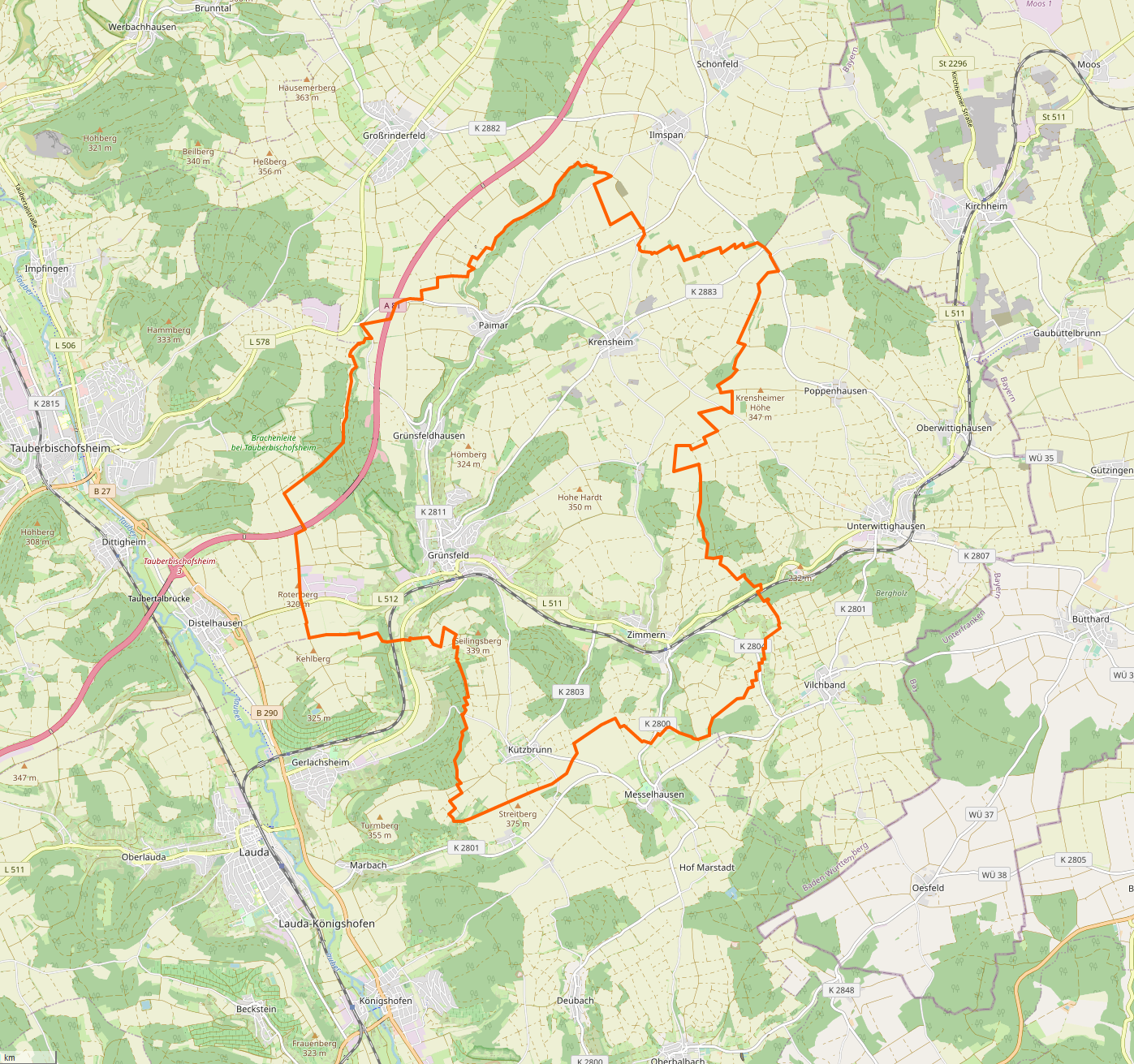
Gemarkung und Lage der Stadt Grünsfeld

Wappen der Stadt Grünsfeld

Diese Liste der Straßennamen von Grünsfeld zeigt die Namen der aktuellen und historischen Straßen, Gassen, Wege und Plätze der Stadt Grünsfeld und deren Stadtteile (Grünsfeld mit dem Weiler Hof Uhlberg und den Wohnplätzen Am Fessertal, Industriepark ob der Tauber, Riedmühle, Rötensteinstraße und Wendels (Englerts)-mühle (früher Neumühle), Grünsfeldhausen, Krensheim, Kützbrunn, Paimar und Zimmern) sowie deren Namensherkunft, Namensgeber oder Bedeutung, sofern bekannt.
Der Artikel ist Teil der übergeordneten Liste der Straßennamen im Main-Tauber-Kreis. Die Liste erhebt keinen Anspruch auf Vollständigkeit.
| Historische Straßennamen – Rad- und Wanderwege – Literatur – Weblinks |

## A
- A 81 –  Die Bundesautobahn 81 (von Würzburg bis Gottmadingen) verläuft durch das Stadtgebiet von Grünsfeld, auf dem auch die Autobahnraststätte Ob der Tauber und die 365 Meter lange und 57 Meter hohe „Rötensteinbrücke“ liegt.
- Abt-Wundert-Straße
- Achatiusweg – im Stadtteil Grünsfeldhausen
- Ahornweg
- Alter Messelhäuser Weg – im Stadtteil Zimmern in Richtung des Lauda-Königshofener Stadtteils Messelhausen
- Am Göbel
- Am Grünsfelder Weg – im Stadtteil Krensheim in Richtung Grünsfeld
- Am Simmelsberg – im Stadtteil Zimmern

## B
- Bachstraße – im Stadtteil Grünsfeldhausen
- Bauerngasse
- Beim alten Brunnen – im Stadtteil Krensheim
- Bergweg
- Besselberger Weg – verläuft in Richtung des 37,3 Hektar umfassenden Naturschutzgebietes Besselbergweinberge
- Beundweg
- Bickelsgasse – im Stadtteil Zimmern
- Birkenweg – im Stadtteil Kützbrunn
- Bischofsheimer Straße – im Stadtteil Paimar in Richtung der Kreisstadt Tauberbischofsheim
- Brückle
- Brunnengasse
- Brunnenwiesenpfad – im Stadtteil Krensheim
- Buckweg

## D
- de Werth Straße
- Dittigheimer Boden
- Dümpflein – im Stadtteil Paimar

## E
- Eichendorffstraße
- Eichenweg
- Erkenboldstraße – im Stadtteil Krensheim
- Esselbergweg – im Stadtteil Paimar

## F
- Falkenweg
- Fasanenstraße

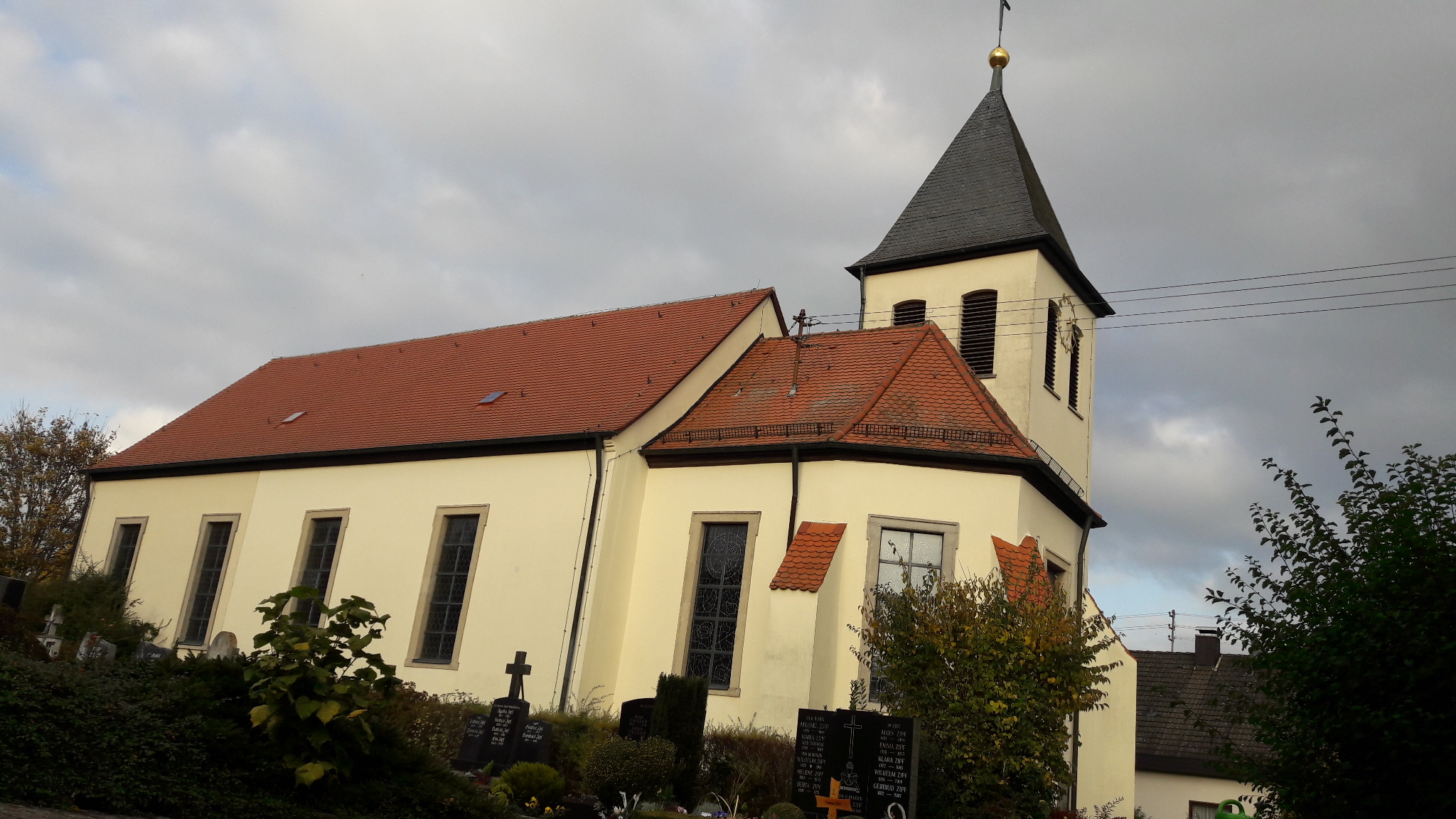
Kirche Hl. Dreifaltigkeit, Frankenstraße 2

- Fessertalweg – beim Wohnplatz Am Fessertal auf der Gemarkung der Kernstadt Grünsfeld
- Fichtenweg – im Stadtteil Kützbrunn
- Finkenweg
- Flurstraße
- Franke Straße
- Frankenstraße – im Stadtteil Kützbrunn
- Frankenweg – im Stadtteil Grünsfeldhausen
- Friedhofsweg – im Stadtteil Zimmern
- Frühlingsstraße – im Stadtteil Paimar
- Furtweinberg – im Stadtteil Zimmern

## G
- Gänsfurt
- Gartenweg
- Georg-Stecher-Straße
- Gerbergasse
- Gerlachsheimer Straße – verläuft in Richtung des Lauda-Königshofener Stadtteils Gerlachsheim
- Gewerbestraße
- Giebelsberg
- Grünbachstraße
- Grünsfelder Straße – im Stadtteil Zimmern in Richtung Grünsfeld

## H
- Hallensteige – im Stadtteil Zimmern
- Hauptstraße
- Heckenrosenweg
- Heckenweg
- Hermann-Löns-Weg
- Höhenstraße – im Stadtteil Zimmern
- Höhristeige
- Höhristraße
- Holunderweg
- Hömbergsteige
- Hopfenweg

## I
- Industriestraße

## K
- K 2800 – im Stadtteil Zimmern
- K 2802 – im Stadtteil Kützbrunn
- K 2803 – im Stadtteil Kützbrunn
- K 2804 – im Stadtteil Zimmern
- K 2810 – in den Stadtteilen Paimar und Krensheim
- K 2811 – in den Stadtteilen Paimar, Grünsfeldhausen und Grünsfeld
- K 2883 – in den Stadtteilen Grünsfeld und Krensheim
- Kaiserweg – im Stadtteil Kützbrunn
- Kapellenstraße – im Stadtteil Grünsfeldhausen; an der Kapellenstraße liegt die mittelalterliche St.-Achatius-Kapelle
- Kirchgasse – im Stadtteil Zimmern
- Klinge
- Krautgärtenstraße – im Stadtteil Krensheim
- Krautgärtenweg – im Stadtteil Krensheim
- Krensheimer Steige – im Stadtteil Grünsfeldhausen in Richtung des Stadtteils Krensheim
- Krensheimer Straße – von Grünsfeld in Richtung Krensheim
- Kützbrunner Straße – zwischen Messelhausen und Kützbrunn

## L

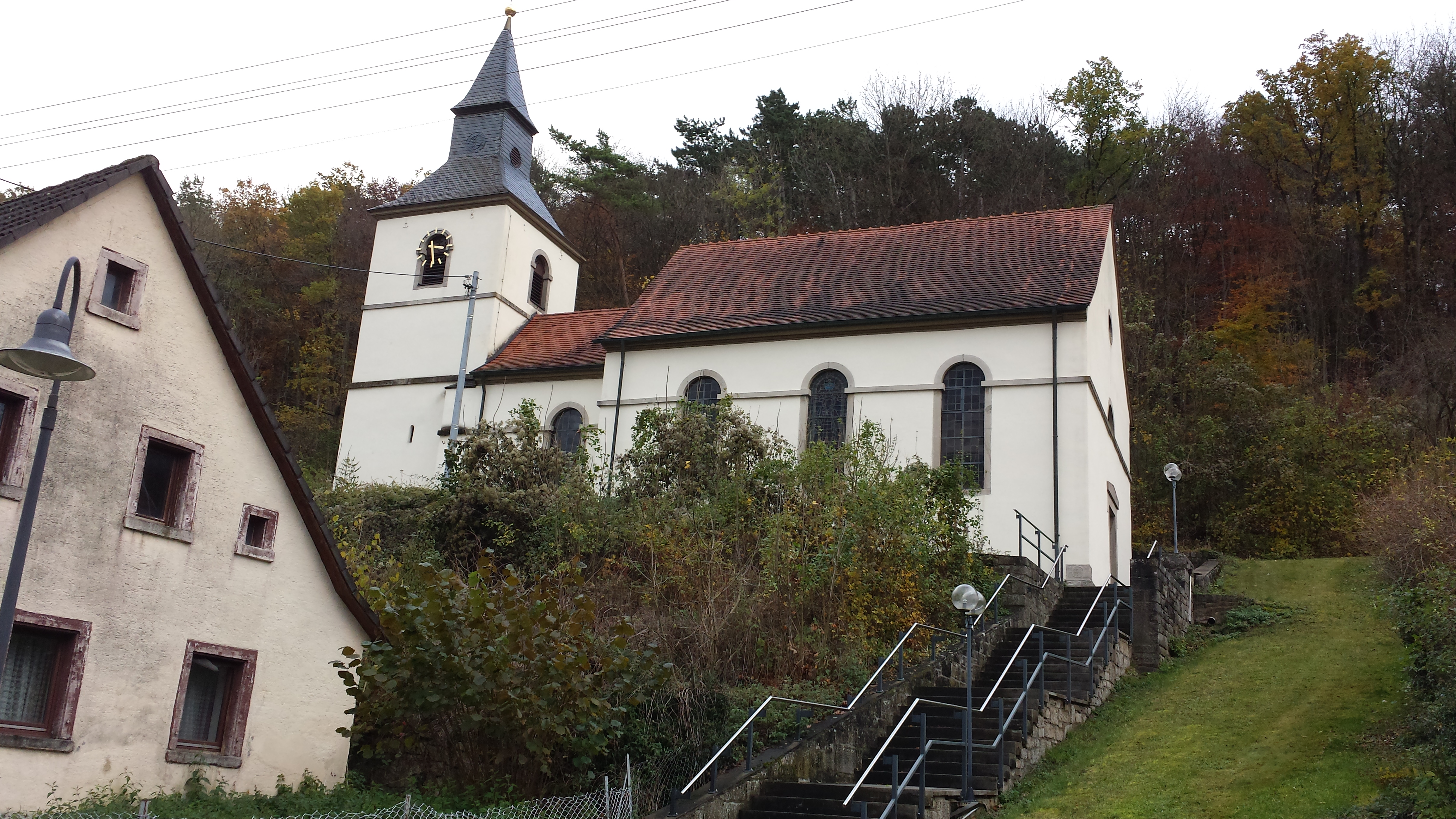
Laurentiuskirche, Lindenstraße 24

- L 511 – in den Stadtteilen Zimmern und Grünsfeld
- L 512 – in Grünsfeld
- Lagerhausstraße
- Laistraße
- Lange Gasse
- Laurentiusstraße – im Stadtteil Paimar; benannt nach dem Dorfheiligen; in Paimar gibt es auch eine Laurentiuskirche
- Leineweg – im Stadtteil Paimar
- Lerchenweg
- Leuchtenbergstraße
- Ligusterweg
- Lindenstraße – im Stadtteil Paimar

## M
- M. Heller Stiege
- Malvenweg
- Margarethenstraße – im Stadtteil Zimmern
- Messelhäuser Straße – im Stadtteil Zimmern in Richtung Messelhausen
- Mittlere Straße – im Stadtteil Krensheim
- Mörikestraße
- Mühlenstraße – im Stadtteil Grünsfeldhausen
- Mühlweg – im Stadtteil Zimmern

## N
- Neue Straße – im Stadtteil Krensheim

## O
- Ob der Tauber Ost – in Richtung der Autobahnraststätte Ob der Tauber Ost der Bundesautobahn 81
- Ob der Tauber West – in Richtung der Autobahnraststätte Ob der Tauber West der Bundesautobahn 81
- Obere Gasse – im Stadtteil Zimmern
- Oberer Furtweinberg
- Orchideenweg

## P
- Pfarrgasse
- Pfreimder Straße
- Philipp-Holzmann-Straße
- Platanenweg – im Stadtteil Kützbrunn

## R
- Rankweg
- Rasthof Ob der Tauber Ost – Autobahnraststätte der Bundesautobahn 81
- Rasthof Ob der Tauber West – Autobahnraststätte der Bundesautobahn 81
- Riedmühle – am gleichnamigen Wohnplatz Riedmühle. Nach der Reaktivierung des alten Riedmühlenanwesens befindet sich dort eine Tierarztpraxis mit Reithalle.
- Riemenschneiderstraße
- Rieneckstraße – benannt nach den Grafen von Rieneck, ein fränkisches Adelsgeschlecht, das im Mittelalter in der Grafschaft Rieneck (im heutigen Unterfranken; zu jedoch auch Gebiete um Grünsfeld gehörten)  herrschte
- Ringstraße
- Rötensteinbrücke – Brücke der A 81 bei Grünsfeld
- Rötensteinstraße – im Rötensteingraben zum gleichnamigen Wohnplatz Rötensteinstraße
- Rückertweg

## S
- Salbeiweg
- Schlehenweg
- Schlesierstraße
- Schloßstraße
- Schorrenweg
- Schulstraße
- Schützenweg

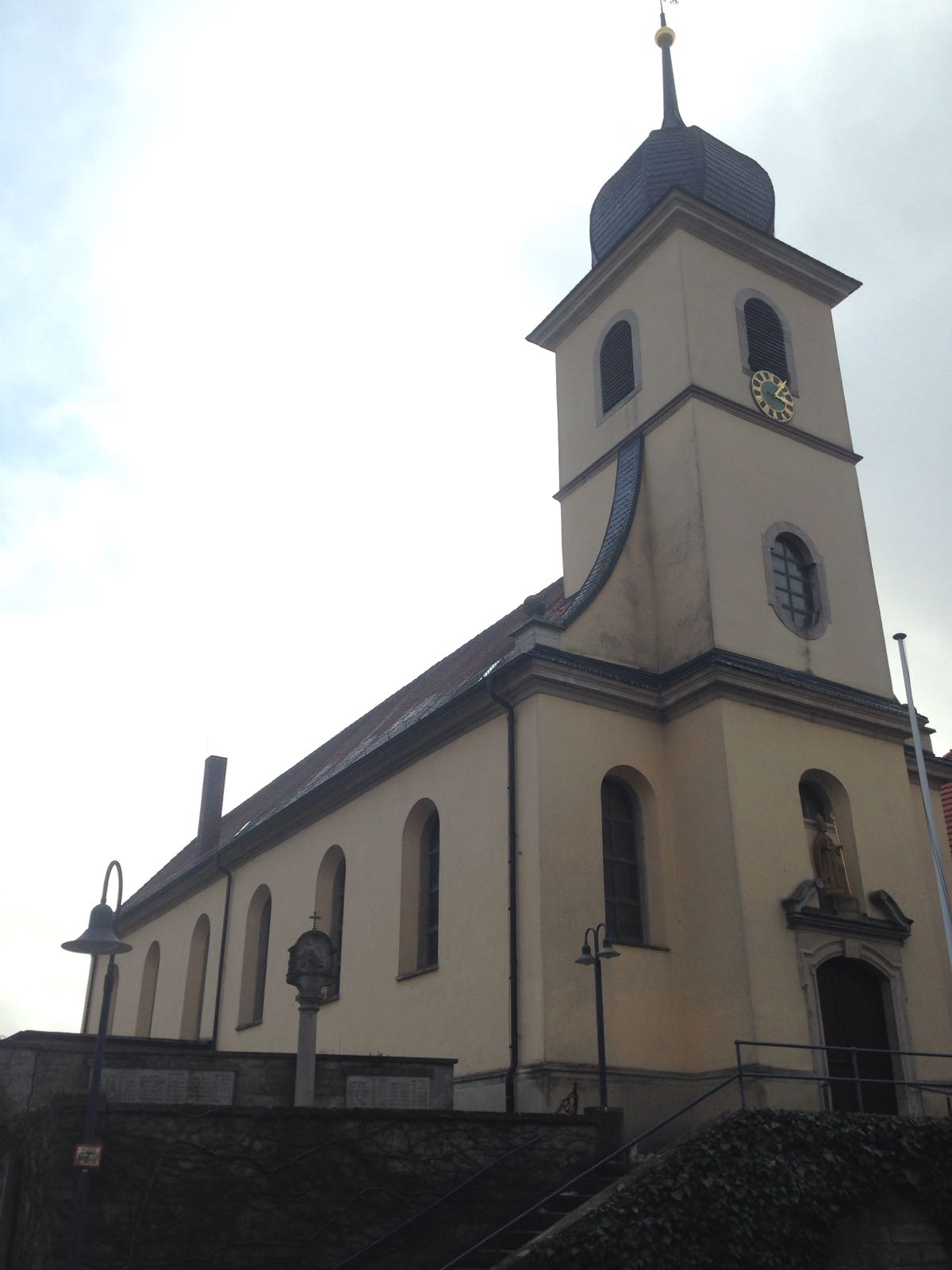
Kirche St. Ägidius, Seestraße 16

- Schwalbenhof – im Stadtteil Paimar
- Schwibbogen
- Seestraße – im Stadtteil Krensheim; führt zum Krensheimer See
- Seeweg – im Stadtteil Kützbrunn
- Semmelstraße
- Sommerstraße
- Sonnenleite
- Sonnenstraße – im Stadtteil Paimar
- Stadtbrunnenweg
- Stationenweg – an dieser Straße ist der vierzehn Stationen umfassende Grünsfelder Kreuzweg gelegen
- Steinbachstraße
- Sudetenstraße
- Südtirolerstraße

## T
- Tannenweg – im Stadtteil Grünsfeldhausen
- Taubertalstraße
- Toräcker – im Stadtteil Krensheim
- Treppengasse – früher als Judengasse bezeichnet.
- Turmgasse – im Stadtteil Zimmern

## U
- Übelein
- Übeleinsteige
- Untere Gasse
- Unterer Simmelsbergweg

## V
- Veilchenweg
- Vilchbänder Straße – im Stadtteil Zimmern in Richtung des Wittighäuser Stadtteils Vilchband
- Vorstadtstraße – im Stadtteil Zimmern

## W
- Waldstraße – im Stadtteil Kützbrunn
- Waltersberg
- Wittigbachweg
- Wittighäuser Straße – im Stadtteil Zimmern in Richtung der Gemeinde Wittighausen
- Wütschner-Straße

## Z
- Zehntstraße
- Zur Leimengrube – im Stadtteil Paimar
- Zwinger

## Historische Straßennamen
J
- Judengasse – heute: Treppengasse

## Rad- und Wanderwege
- Grünbachtalradweg
- Wittigbachtalradweg
- Jakobsweg Main-Taubertal, Etappe 5: Tauberbischofsheim – Grünsfeld – Lauda.[2]